# فرانسیس آرنولد
فرانسیس همیلتون آرنولد (به انگلیسی: Frances Hamilton Arnold) متولد ۲۵ ژوئیه ۱۹۵۶، دانشمند، مهندس سرشناس آمریکایی و برنده جایزه نوبل است. وی از جمله پیشتازان روش‌های تکامل تدریجی هدایت شده در زمینه پروتئین‌ها برای آفرینش سیستم‌های بیولوژیکی مفید شامل آنزیمها، مسیرهای سوخت و سازی، مدارهای تنظیم شده ژنتیکی و ارگانیزمها به‌شمار می‌رود. فرانسیس همیلتون در حال حاضر استاد تمام مؤسسه فناوری کالیفرنیا است و در این دانشگاه مسند پروفسوری «دیک و باربارا دیکسون» در رشته‌های مهندسی شیمی، مهندسی زیستی و بیوشیمی را بر عهده دارد. مطالعات وی شامل بررسی‌های پژوهشی و کاربردی در پزشکی، مواد و صنایع شیمیایی و بحث‌های مرتبط با انرژی می‌شود. او مدرک کارشناسی خود را در رشته مهندسی مکانیک و هوافضا از دانشگاه پرینستون در سال ۱۹۷۹ اخذ کرد و پس از آن با ورود به دوره دوره دکترای مستقیم در رشته مهندسی شیمی در دانشگاه کالیفرنیا در برکلی موفق به دریافت مدرک دکترا شد. وی تحصیلات خود را در مقطع پسادکترا در همین دانشگاه و در زمینه شیمی بیوفیزیکی ادامه داد و در سال ۱۹۸۶ به جمع اعضای هیئت علمی مؤسسه فناوری کالیفرنیا پیوست.
پژوهش‌های آرنولد تا کنون وی را حائز بسیاری از جوایز علمی از جمله جایزه چارلز استارک دراپر در سال ۲۰۱۱ و مدال ملی فناوری و نوآوری در سال ۲۰۱۳ و جایزه فناوری هزاره در سال ۲۰۱۶ کرده‌است. از جمله افتخارات برجسته دیگر آرنولد قرارگیری در بین نامزدهای نهایی سه بخش آکادمی ملی ایالات متحده در سال ۲۰۰۸ است؛ این سه بخش عبارت اند از: آکادمی ملی علوم، آکادمی ملی مهندسی و آکادمی ملی پزشکی. همچنین آرنولد در انجمن پیشبرد علوم آمریکا، فرهنگستان هنر و علوم آمریکا، انجمن میکروبیولوژی آمریکا و مؤسسه پزشکی و مهندسی بیولوژی آمریکا نیز عضویت دارد.
به واسطه عضویت به عنوان مشاور در مؤسسه مشترک انرژی و بیولوژی تحت نظارت گروه انرژی ایالات متحده، آرنولد در شورای مشورتی دانشگاه علم و صنعت ملک عبدالله تحت نظر ریاست جمهوری آمریکا نیز عضویت دارد. وی هم‌اکنون مسند داوری جایزه مهندسی ملکه الیزابت را نیز بر عهده دارد.
پژوهش‌های آرنولد در کلتک پیرامون مباحثی نظیر شیمی سبز و انرژی‌های جایگزین است و شامل گسترش آنزیم‌های فوق‌فعال (هیدرولیز سلولوزی و بیوسنتز آنزیم‌ها) و میکروارگانیزم‌ها برای تبدیل بیومس به سوخت و مواد شیمیایی می‌شود. همچنین آرنولد در بسیاری از اختراعات و نوآوری‌های شرکت Gevo همکاری داشته‌است.

## زندگی شخصی

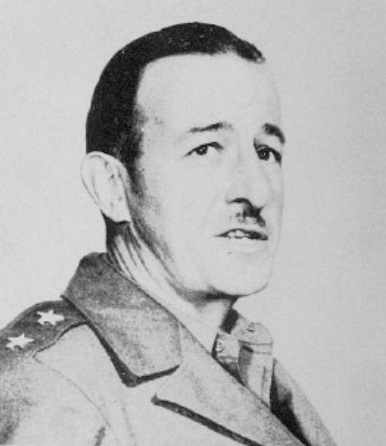
ویلیام هنری آرنولد ، پدر فرانسیس

آرنولد فرزند فیزیک‌دان هسته‌ای، ویلیام هاوارد آرنولد و بزرگ شده در محله اج‌وود در حاشیه شهر پیتزبورگ ایالت پنسیلوانیا است. در دوران دبیرستان برای ابراز اعتراض به جنگ ویتنام عازم واشینگتن دی. سی. شد و از آن به بعد در همین شهر به عنوان پیش‌خدمت در یک باشگاه جاز محلی و راننده تاکسی به زندگی ادامه داد.
هم‌اکنون آرنولد در لا کانادا فلینتریج در کالیفرنیا زندگی می‌کند و سه پسر دارد. او در سال ۲۰۰۵ دچار سرطان سینه شد و تا به امروز در حال مبارزه با آن است.

## جایزه‌های برجسته
- جایزه چارلز استارک دراپر، سال ۲۰۱۱
- سخنران امانوئل مرک در دانشگاه فنی دارمشتات، سال ۲۰۱۳
- مدال ملی فناوری و نوآوری، سال ۲۰۱۳
- جایزه فناوری هزاره ۲۰۱۶
- جایزه نوبل شیمی ۲۰۱۸ به همراه گرگ وینتر و جرج پی. اسمیت.[۲]

## واژه‌نامه
1. ↑  Directed Evolution
2. ↑  Metabolic Pathways
3. ↑  Genetic Regulatory Circuits